# خوتوچ
خوتوچ (به لاتین: Khotoch) یک منطقهٔ مسکونی در روسیه است که در داغستان واقع شده‌است.